# اوسپدالتو
اوسپدالتو (به ایتالیایی: Ospedaletto) یک کومونه در ایتالیا است که در ترنتینو واقع شده‌است.

## خصوصیات
اوسپدالتو ۱۶٫۸ کیلومترمربع مساحت و ۸۰۷ نفر جمعیت دارد.